# 塞爾韋拉山脈

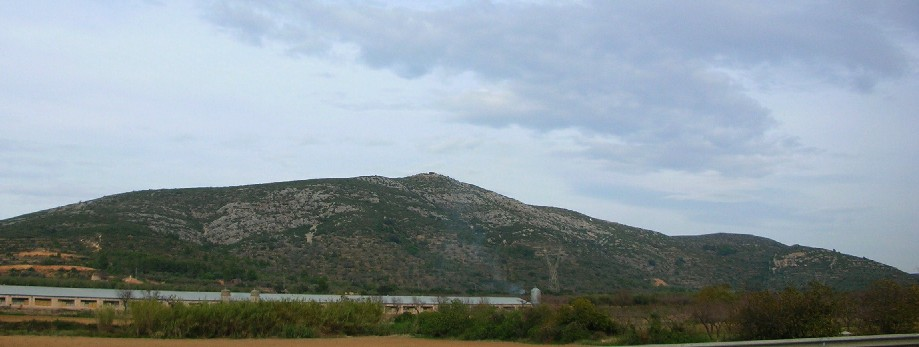

40°28′54″N 0°16′34″E / 40.48167°N 0.27611°E
塞爾韋拉山脈，是西班牙的山脈，位於該國東部巴倫西亞自治區，處於塞爾韋拉德爾邁斯特雷以北，長18.8公里，最高點海拔高度635米，山體由石灰岩組成。